# LittleBigPlanet 2
LittleBigPlanet 2, efterfølgeren til spillet LittleBigPlanet, er et puzzle platformer spil som indeholder brugerlavet indhold. Spillet er udviklet af Media Molecule og udgivet af Sony Computer Entertainment Europe til PlayStation 3. Det skulle oprindelig havde været udgivet i November 2010, men udgivelsen blev udskudt til Januar 2011. Spillet er en direkte efterfølger til det anmelderroste spil LittleBigPlanet, og det tredje spil i serien efter PSP udgivelsen i 2009. De fleste af de 3 millioner brugerskabte baner fra LittleBigPlanet er stadig kompatible med LittleBigPlanet 2, og kan spillet og redigeres. Modsat det første spil i serien blev LittleBigPlanet 2 ikke markedsført som et platformer spil, men som en "platform til spil".

## Historie
Den onde Negativitron bortførrer Sackboy. Heldigvis for Sackboy bliver han reddet af Ludvig Da Vinci Lederen af Alliancen (ikke en alliance navnet på en gruppe). Den første verden hedder Da Vincis gemmested og handler om at klare Alliancens optagelsesprøve. I løbet af prøven bliver Sackboy introduceret for en af de nye ting, kaldet for gribekrogen.
Sackboys første opgave som medlem af alliancen er at tage til Victoria De Vandklokke, som arbejder på en Sackbothær. Beklageligvis bliver hun angrebet af Negativitronen.
| computerspil | Spire Denne computerspilsrelaterede artikel er en spire som bør udbygges. Du er velkommen til at hjælpe Wikipedia ved at udvide den. |